# Chechu Salgado
Jesús Salgado López (Sober, Lugo, 1 de febrer de 1991), és un actor gallec conegut per la seva participació a les sèries Fariña, La caza. Monteperdido i Patria.
Va néixer a Sober l'1 de febrer de 1991. Va estudiar a l'Escola d'Art Dramàtic de Galícia, en Vigo. Va participar en l'obra de teatre La tempestad (de William Shakespeare), dirigida per Dani Salgado. Va realitzar el seu primer paper interpretant a Román Fiúza en la sèrie de televisió de TVG Serramoura, on es va donar a conèixer. El 2018 realitza la seva primera interpretació a nivell nacional en la sèrie de Antena 3 Fariña, on té el paper de Javi Bustelo.
El 2019 es va incorporar al repartiment de la sèrie televisiva La caza. Monteperdido a TVE, on interpreta a Ismael. Aquest mateix any s'incorpora a l'elenc principal de Servir y proteger, sèrie diària de TVE, on dona vida a Ramón Rojo. El 2020 participa a la sèrie de HBO España Patria, interpretant a Patxo.
El 2021 protagonitza la superproducció de Daniel Monzón Las leyes de la frontera, donant vida a Zarco.

## Filmografia

### Cinema
| Any  | Títol                    | Personatge | Director      |
| ---- | ------------------------ | ---------- | ------------- |
| 2020 | María Solinha            | Marcial    | Ignacio Vilar |
| 2021 | Las leyes de la frontera | Zarco      | Daniel Monzón |

### Televisió
| Any       | Títol                 | Personatge                       | Canal                   | Notes        |
| --------- | --------------------- | -------------------------------- | ----------------------- | ------------ |
| 2014-2018 | Serramoura            | Román Fiúza                      | TVG                     | 87 episodis  |
| 2018      | Fariña                | Javi Bustelo                     | Antena 3                | 7 episodis   |
| 2019      | La caza. Monteperdido | Ismael Casella                   | TVE                     | 8 episodis   |
| 2019-2020 | Servir y proteger     | Ramón Rojo                       | TVE                     | 141 episodis |
| 2020      | Desaparecidos         | Antonio «Toño» Sanchís Ferrandis | Prime Video             | 1 episodi    |
| 2020      | Patria                | Carlos «Patxo» Vázquez Teixeiro  | HBO España              | 5 episodis   |
| 2020      | Madres. Amor y vida   | Pablo                            | Prime Video / Telecinco | 2 episodis   |

## Premis i nominacions
| Premi                      | Any  | Categoria                   | Treball nominat               | Resultat  | Ref.   |
| -------------------------- | ---- | --------------------------- | ----------------------------- | --------- | ------ |
| Premi Buero de Teatre Jove | 2010 | Millor actor                | Don Juan (amb Teatro Tarumba) | Guanyador | [ 11 ] |
| Premis Feroz               | 2022 | Millor actor de repartiment | Las leyes de la frontera      | Nominat   | [ 12 ] |
| Premis Goya                | 2022 | Millor actor revelació      | Las leyes de la frontera      | Guanyador | [ 13 ] |
| Medalles del CEC           | 2021 | Millor actor secundari      | Las leyes de la frontera      | Nominat   |        |
| Medalles del CEC           | 2021 | Millor actor revelació      | Las leyes de la frontera      | Guanyador |        |